# Vasikkasaari (ö i Finland, Södra Savolax, S:t Michel, lat 61,56, long 27,29)
Vasikkasaari är en halvö i Finland. Den ligger i sjön Ukonvesi och i kommunen Sankt Michel i den ekonomiska regionen  S:t Michel och landskapet Södra Savolax, i den södra delen av landet, 200 km nordost om huvudstaden Helsingfors.